# Sibirzewo
Sibirzewo (russisch Сиби́рцево) ist eine Siedlung städtischen Typs in der Region Primorje in Russland mit 7004 Einwohnern (Stand 1. Oktober 2021).

## Geographie

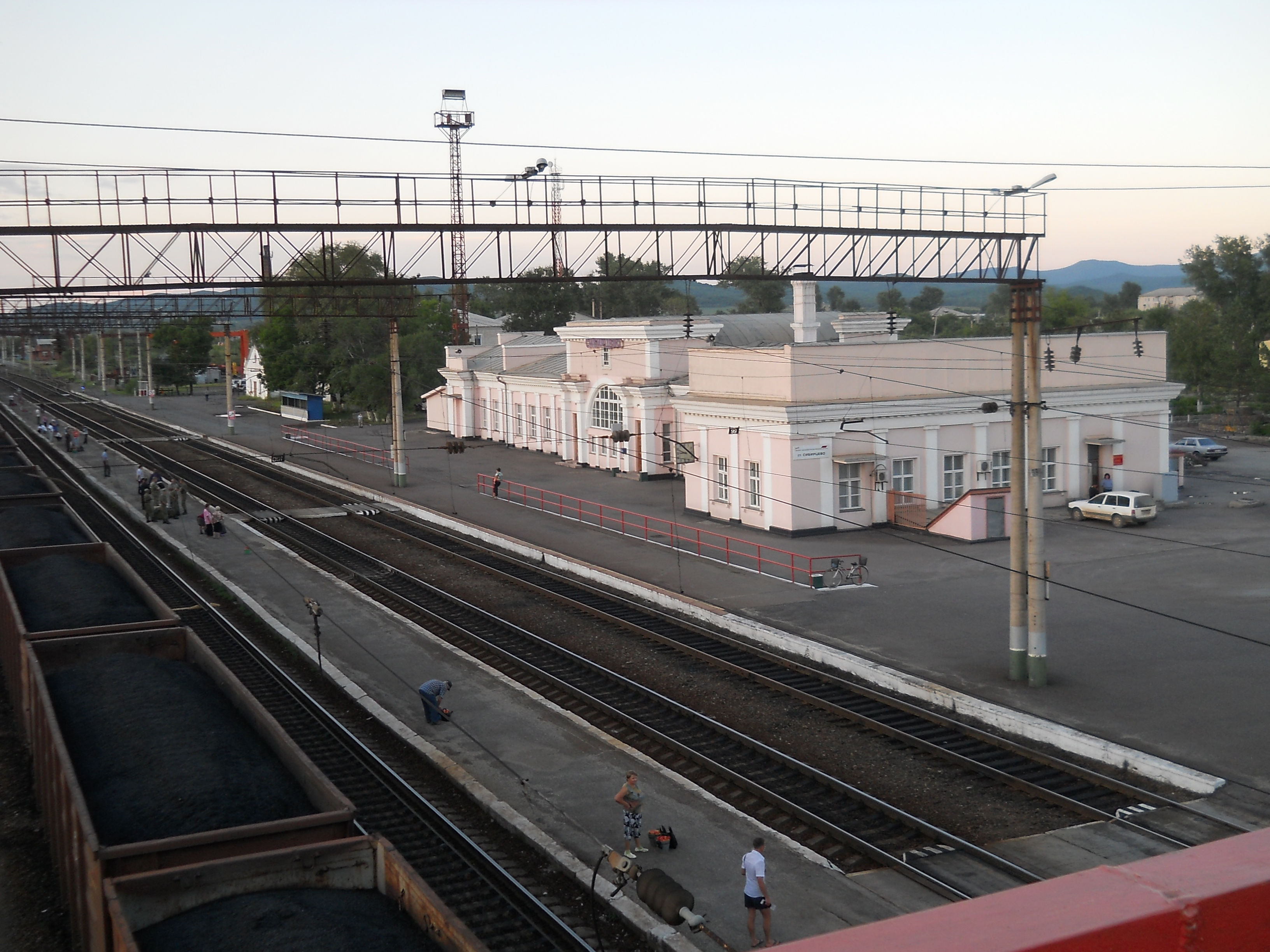
Bahnhof Sibirzewo der Transsibirischen Eisenbahn

Der Ort liegt etwa 130 km Luftlinie nordnordöstlich des Regionsverwaltungszentrums Wladiwostok am westlichen Rand des Sichote-Alin, etwa 5 km vom rechten Ufer der Ilistaja (früher Lefu) entfernt. Nördlich und südlich der Siedlung fließen die Bäche Skotskaja und Monastyrka der Ilistaja zu.
Sibirzewo gehört zum Rajon Tschernigowski und befindet sich knapp 20 km südwestlich von dessen Verwaltungssitz Tschernigowka. Es ist Sitz der Stadtgemeinde Sibirzewskoje gorodskoje posselenije, zu der außerdem die Dörfer Chalkidon (6 km nordnordwestlich), Monastyrischtsche (östlich anschließend), Orechowo (9 km südwestlich) und Wyssokoje (7 km nördlich) sowie die Siedlungen Sibirzewo-3 (3 km südöstlich, keine ständigen Einwohner) und bei den Bahnstationen Chalkidon (bei Wyssokoje), Orechowo-Primorskoje (bei Orechowo) und Swetlojarowka (9 km südöstlich) gehören.

## Geschichte
Der Ort entstand ab 1900, als dort an der auf diesem Abschnitt am 15. Februar 1894 eröffneten Ussuri-Eisenbahn Chabarowsk – Wladiwostok, heute Teil der Transsibirischen Eisenbahn, die Station Monastyrischtsche eröffnet wurde, benannt nach dem nahen Dorf. 1903 wurden die Station und die zugehörige Siedlung in Mansowka umbenannt, nach der bis ins 20. Jahrhundert üblichen russifizierten Bezeichnung mansy (russisch манзы, von chinesisch 满子, Pinyin Mǎn zi) für die chinesische Bevölkerung des Ussuri-Gebietes.
1933 wurde ausgehend von Mansowka eine Bahnstrecke in nordwestlicher Richtung nach Turi Rog am Chankasee eröffnet (heute verkürzt bis Nowokatschalinsk), und ab 1940 eine weitere nach Osten, über Arsenjew nach Warfolomejewka gebaut (in den 1970er-Jahren verlängert bis Tschugujewka). Mansowka war damit zu einem bedeutenden Bahnknoten geworden, die Siedlung wuchs erheblich und erhielt 1944 den Status einer Siedlung städtischen Typs.
Als infolge des sowjetisch-chinesischen Grenzkonfliktes von 1969 die meisten geographischen Namen chinesischer Herkunft in der Region 1972 geändert wurden, erhielt auch Sibirzewo seinen heutigen Namen, nach dem im Fernen Osten aktiven und dort erschossenen Helden des Russischen Bürgerkriegs Wsewolod Sibirzew (1893–1920).

### Bevölkerungsentwicklung
| Jahr | Einwohner |
| ---- | --------- |
| 1926 | 37        |
| 1959 | 8.973     |
| 1970 | 8.538     |
| 1979 | 9.351     |
| 1989 | 11.697    |
| 2002 | 9.451     |
| 2010 | 8.735     |
| 2010 | 7.004     |

Anmerkung: Volkszählungsdaten

## Verkehr
Sibirzewo besitzt einen Bahnhof bei Streckenkilometer 9108 (ab Moskau) der Transsibirischen Eisenbahn. Dort zweigen Nebenstrecken über Chorol und Kamen-Rybolow nach Nowokatschalinsk (127 km) sowie über Arsenjew nach Nowotschugujewka (bei Tschugujewka, 163 km) ab.
Durch den Ort verläuft die föderale Fernstraße A370 Ussuri von Chabarowsk nach Wladiwostok.